# 阿尔万山遗址
阿尔万山遗址（又译阿尔班山）是距离瓦哈卡市10公里的一处考古遗址。自前古典中期的圣何塞莫戈特衰落（公元前1500年至前700年）以来到9世纪日落之城崛起，这很长一段时间内阿尔万山都是瓦哈卡中部峡谷的主导性强权的所在地。该城最早的名字是前古典晚期的萨波特克人起的，常常是今人研究的内容。根据一些文献，它最初被称为Dani Baá。不过更常为人所知的名字则是Yucucúi（米斯特克語：Yúcu-cúi，“绿色的山”）。